# Cain’s Way
Cain’s Way – trzeci album studyjny polskiej grupy deathmetalowej Hate. Wydawnictwo ukazało się 18 czerwca 2001 roku nakładem wytwórni muzycznej Apocalypse Productions w kooperacji z Koch International Poland. 23 lipca 2002 roku nakładem wytwórni muzycznej WWIII narania trafiły do sprzedaży w Stanach Zjednoczonych. Była to ostatnia płyta nagrana z udziałem perkusisty Piotra „Mittloffa” Kozieradzkiego, który opuścił Hate na rzecz formacji Riverside. Nagrania zostały zarejestrowane w Serakos Studio w 2001 roku. Całość zmiksował, wyprodukował i zmasterował Robert Srzednicki. Ponowny mastering wykonał Krzysztof „Kris” Wawrzak.

## Lista utworów
Opracowano na podstawie materiału źródłowego.
| Nr  | Tytuł utworu                   | Słowa                | Muzyka            | Długość |
| --- | ------------------------------ | -------------------- | ----------------- | ------- |
| 1.  | „Apocalypse”                   | ATF Sinner           | ATF Sinner, Ralph | 03:34   |
| 2.  | „...And The Sin Becomes”       | ATF Sinner           | ATF Sinner, Ralph | 03:49   |
| 3.  | „Sectarian Murder”             | ATF Sinner           | ATF Sinner, Ralph | 03:35   |
| 4.  | „The Fifth Eternally Despised” | utwór instrumentalny | ATF Sinner, Ralph | 00:38   |
| 5.  | „Through Hate To Eternity”     | ATF Sinner           | ATF Sinner, Ralph | 03:36   |
| 6.  | „Shame Of The Creator”         | ATF Sinner           | ATF Sinner, Ralph | 04:23   |
| 7.  | „Resurrected But Failed”       | ATF Sinner           | ATF Sinner, Ralph | 04:08   |
| 8.  | „Cain’s Way”                   | ATF Sinner           | ATF Sinner, Ralph | 03:31   |
| 9.  | „Holy Dead Trinity”            | ATF Sinner           | ATF Sinner, Ralph | 03:16   |
| 10. | „Future Is Mayhem”             | ATF Sinner           | ATF Sinner, Ralph | 03:18   |
| 11. | „From Cain To Cadmon”          | utwór instrumentalny | ATF Sinner, Ralph | 01:50   |
|     |                                |                      |                   | 35:38   |

## Twórcy
Opracowano na podstawie materiału źródłowego.
| Zespół Hate w składzie - Adam „ATF Sinner” Buszko – gitara rytmiczna, gitara prowadząca, wokal prowadzący - Piotr „Kaos” Jeziorski – gitara rytmiczna, gitara prowadząca - Cyprian Konador – gitara basowa - Piotr „Mittloff” Kozieradzki – perkusja | Produkcja - Robert Srzednicki – mastering, miksowanie, produkcja muzyczna, inżynieria dźwięku - Krzysztof „Kris” Wawrzak – remastering - Jerry Battle – producent wykonawczy - Paweł „Blitz” Rosłon – zdjęcia |